# Paradoxo do avô
Na física teórica, o paradoxo do avô é uma teoria sobre a consistência da história, o conflito da existência e, a viagem no tempo; que refere-se às inconsistências que podem surgir no presente caso o passado seja mudado, pois toda ação que altera o passado cria uma contradição. Por exemplo, uma viagem ao passado pode impedir que esta mesma viagem seja possível, ou impedir que o viajante exista.[2] O paradoxo é contra a viagem no tempo ao passado e, críticos dizem que o tempo já foi pré-determinado e não se pode mudar-lo.  
O sistema quântico possui mecanismos de proteção contra consequências paradoxais.   

## Paradoxo
O nome deste paradoxo vem de uma das suas primeiras descrições,[1][2][3] o francês René Barjavel abordou o tema no livro Le Voyageur Imprudent (O Viajante Imprudente, 1943) contando a história do assassinato do avô:[2]
1. Uma pessoa viaja para o     passado e mata o seu próprio avô antes de ele conhecer a sua esposa (a avó     do assassino);[1]
2. Isto impede o nascimento e a     existência de um de seus pais (o pai ou mãe do assassino);
3. Consequentemente torna     impossível a existência do viajante no tempo, o assassino não nasce;
4. E como a pessoa conseguiu     voltar ao passado se ela não nasceu?
5. Surge então um paradoxo temporal e um conflito lógico da existência,[2] a partir do     momento que se altera os acontecimentos do passado responsáveis pela sua     existência.

## Histórico
Os primeiros escritos a tratarem do paradoxo são: Ancestral Voices, de Nathaniel Schachner (1933) e, Future Times Three de René Barjavel (1944).

## Possíveis soluções
Os críticos a esta teoria sustentam que o tempo já foi pré-determinado e, por isso ao voltar no tempo não se pode mudá-lo. De acordo com o físico russo Igor Novikov e o Princípio da Autoconsistência, diz que todas as ações durante uma viagem no tempo já fazem parte daquela linha do tempo (determinismo), impedindo assim ocorrer contradições.[2]
Existe a teoria do universo paralelo proposto pelo físico americano Hugh Everett, que a possibilidade de voltar no tempo o viajante não estará no mesmo universo real, e sim em um universo paralelo também com seu tempo pré-determinado onde já estaria descrito a sua viagem a esse universo.[2] Esse universo seria como espelho e seus habitantes são os mesmos do nosso universo, quer dizer que, ao matar seu avô nesse outro universo, o viajante não causaria mal algum à existência de seus pais e à sua existência, pois seu avô da sua realidade não sofreu dano algum, mas, nesse universo paralelo ele não existiria. Levando em conta todas essas explicações, não existiria o ciclo de existência e não-existência das pessoas envolvidas nessa viagem.
Ainda há outras teorias, como o materialismo, o qual sugere que a existência é imediata e portanto ir ao passado e matar o avô não implicaria num paradoxo, pois nunca se pertence ao futuro nem ao passado, apenas ao presente, ou seja, o tempo em que o viajante se situa, que é quando seu avô é um bebê. Matando-o, sua existência se limita ao surgimento repentino do seu corpo e da máquina do tempo nesse dado momento do "passado". Mesmo não matando seu avô, os fatores que deram sua origem são determinados por mais de um fator que são dados em probabilidades, assim como o seu DNA é uma entre várias possibilidades aleatórias de combinação dos DNAs de seus pais.
De acordo com o matemático italiano Lorenzo Gavassino, baseado na segunda lei da termodinâmica e nas curvas temporais fechadas (a desordem de um sistema sempre aumenta) propôs que a reversão da entropia na viagem no tempo garante a consistência da linha do tempo.[2] A possibilidade dos caminhos que retornam ao seu ponto de partida no espaço-tempo, onde todas as ações que ocorreram durante a viagem no tempo seriam revertidas, incluindo o apagamento das memórias do viajante no final.[2]
O Instituto de Tecnologia de Massachusetts (MIT) nos Estado Unidos da América, realizou experimentos que demonstraram existir mecanismos naturais de proteção contra os paradoxos em sistemas quânticos.[2]
A teoria da relatividade geral sugere que o tempo pode ser flexível. Conceitos como buracos negros e curvas temporais fechadas desafiam a natureza linear do tempo.

## Na cultura popular
Esse conflito lógico foi abordado no filme De Volta para o Futuro e, no conto como O Som do Trovão, de Ray Bradbury.[1]